# Erissus fuscus
Erissus fuscus là một loài nhện trong họ Thomisidae.
Loài này thuộc chi Erissus. Erissus fuscus được Eugène Simon miêu tả năm 1929.